# 엘리자베스 홈즈
엘리자베스 홈즈(영어: Elizabeth Anne Holmes, 1984년 2월 3일~ )는 미국 실리콘밸리 역사상 최대 사기극을 벌인 사기 범죄자이자 바이오벤처 기업 테라 노스(Theranos)의 창립자 겸 최고경영자(CEO)였다. 극소량의 혈액으로 250여 개의 병을 진단할 수 있는 기구인 일명 '에디슨 키트'를 2003년에 개발했다고 주장해 주목을 받기 시작했다. 이로 인해 테라 노스의 가치를 90억 달러로 평가했으며, 2015년 포브스 선정 미국에서 가장 부유한 최연소, 자수성가한 여성이 되었다.
‘여자 스티브 잡스’라는 별명이 생겼으며 테라 노스는 약 1조 1,000억원(9억 4,500만 달러)에 달하는 투자를 받았다. 투자자 명단은 미디어 재벌 루퍼트 머독, 오라클 창업자 래리 엘리슨, 월마트를 운영하는 월튼 패밀리 등으로 화려했다. 그러나 내부 고발자가 테라노스의 혈액 질병 진단 기술이 터무니없는 사기라고 폭로하였고, 2015년 월스트리트저널(WSJ)의 탐사보도가 이어지면서 그녀의 거짓 신화는 무너졌다.
기소된 후 재판을 진행하여 2022년 1월 3일, 배심원단은 11건의 혐의 중 4건을 유죄로 평결했으며, 이를 바탕으로 미국 지방법원은 2022년 10월에 나머지 혐의에 대한 유죄 선고했다.

## 초년기
1984년 2월 3일, 미국 워싱턴 DC에서 경제적 여유가 있는 가정에서 태어났다. 아버지 크리스티안 라스무스 홈즈 4세(Christian Rasmus Holmes IV)는 엔론 (Enron) 부사장이었고, 엔론 파산 이후 그는 USAID, EPA, USTDA 등 정부 기관에서 임원직을 맡았다. 어머니 노엘 앤 다우스트는 의회 위원회 직원으로 일했다. 부계는 덴마크와 헝가리계이며, 플라이슈만스 예스트의 창업자 찰스 루이스 플라이슈만의 증조부 크리스찬 라스무스 홈즈는 사위로 베티 플라이슈만과 결혼했다.
휴스턴에 있는 미국내 우수한 사립학교인 세인트 존스 스쿨을 다녔다. 고등학생 시절 컴퓨터 프로그래밍에 관심을 갖기 시작하여 C++ 컴파일러 편집 프로그램을 판매하며 비즈니스적 소질을 보였다. 부모님의 권유로 어릴 때부터 중국어 가정 교습을 받았으며, 고등학교 시절에는 스탠퍼드 대학교 하계 중국어 프로그램에도 참여했다.  2001년, 스탠퍼드 대학교 화학공학과에 진학해 학업과 함께 공과대학 연구실에서 학생 연구원과 실험실 조교로 일했다.
대학 신입생 시절을 보내고 싱가포르 게놈 연구소(German Genome Institute of Singapore)에서 인턴으로 일하며 주사기로 혈액 샘플을 이용한 중증급성호흡기증후군 코로나바이러스(SARS-CoV) 연구를 했다. 2003년 몸에 부착하여 약물을 전달하는 패치를 첫 번째 특허 출원으로 제출했다. 2004년 3월, 스탠퍼드를 중퇴해 등록금을 회사 설립의 종잣돈으로 사용했다.
홈즈는 "건강관리 민주화"를 위해 캘리포니아 팔로알토에 "리얼-타임 커브즈"(Real-Time Cures)라는 회사를 설립했다.  그녀는 적은 양의 혈액으로 혈액 검사를 실시하려고 했다.  홈즈는 바늘에 대한 그녀의 두려움을 동기로 묘사했다. 홈즈는 처음에 스탠포드(Stanford) 의과 교수인필리스 가드너(Philly Gardner)에게 "손가락 끝에서 추출한 몇 방울의 혈액에서 거대한 양의 데이터를 얻을 수 있다"는 아이디어를 던졌을 때, 가드너는 "당신의 생각은 효과가 없을 것 같다"라고 대답하면서 홈즈의 주장은 불가능하다고 설명했다. 몇몇 다른 전문 의학 교수도 홈즈에게 같은 말을 했다. 그러나 홈즈는 물러서지 않았고, 채닝 로버트슨(Channing Robertson) 공과 대학 고문이자 학장인 채닝 로버슨에게 아이디어 지지를 얻는데 성공했다.
2004년 4월 홈즈는 회사를 Theranos ( "치료"와 "진단"의 항구적인 곳 ) 하고 그룹 대학의 집 지하실을 임대했다. 그 당시 홈즈는 첫 직원을 고용하고 실험실을 임대했다. 로버트슨은 회사의 첫 이사가 되었고 벤처 자본가들에게 홈즈를 소개했다.
홈즈는 애플 창립자 스티브 잡스를 찬양하며 잡스처럼 검은 터틀넥 스웨터를 자주 입으며 잡스 스타일을 의도적으로 모방했다. 홈즈 동료가 그녀에게 홈즈의 목소리가 몇 옥타브 높다는 사실을 말했음에도, 공개석상에서 홈즈는 유난히 깊은 바리톤 목소리로 말했다. 한편, 그녀 가족은 그녀의 목소리가 진실이다고 주장했다.

### 자금 조달과 확장
테라노스는 완전히 몰락 하기전에 극적인 성공을 경험했다. 2004년 12월까지 홈즈는 회사 자금을 마련하기 위해 6백만 달러를 모금했다. 2010년 말, 테라노스 9 천 2 백만 달러 이상의 벤처 자본을 보유했다. 2011년 7월 홈즈는 전 국무 장관 조지 플랫 슐츠를 만났다. 2 시간의 회의 후에 그는 테라노스 위원회에 가입했다. 이후 3년 동안 홈즈는 "미국 기업 역사상 가장 빛나는 이사회"를 설립 한 것으로 인정 받았다.
2013년 9월, 월그린스와 제휴하여 매장 내 혈액 샘플 채취 센터를 개설하겠다고 발표한 이후까지 보도자료나 회사 웹사이트 없이 회사를 '스텔스 모드'로 운영했다.
2014년, 포츈, 포브스 등 다양한 매체의 표지에 등장하면서 세간의 관심을 높혔다. 포브스는 홈즈를 세계 최연소 자수성가한 억만장자 여성으로 인정했고, 2014년 포브스 400에서 홈즈는 110위를 차지했다. 테라노스는 벤처 자본 4억달러 보다 많은 90억 달러로 가치 평가 되었다. 2014년 말, 홈즈의 이름은 18개의 미국 특허와 66개의 외국 특허에 나온다. 홈즈는 2015년에 테라노스 기술 사용을 위해 Cleveland Clinic, Capital BlueCross 및 AmeriHealth Caritas와 계약을 맺었다.

### 몰락
홈즈의 추락은 2015 언론 및 규제 조사 결과 테라노스의 기술 주장에 대한 의심과 함께 홈즈가 잠재적으로 투자자와 정부를 현혹 시켰는지 여부가 드러나면서 시작됐다. 월스트리트 저널의 존 캐리루(John Carreyrou)는 혈액 검사 장비가 의심스럽다고 주장한 의학 전문가로부터 팁을 받은 후 몇 달 동안 테라노스에 대한 비밀 조사를 시작했다. 캐리루는 전 직원 내부고발자들과 이야기를 나누었고 회사 서류를 입수했다. 수사를 하게 되면서 홈즈는 캐리루의 출판을 저지하기 위한 캠페인을 벌이며 저널과 내부 고발자들에게 법적, 재정적 위협을 가했다.
2016년 테라노스가 2년 여간 진행한 연구는 모두 무효 처분 됐다. 2018년 미국 증권거래 위원회는 테라노스와 홈즈가 혈액검사 기술의 정확성에 대한 허위·과장된 주장을 통해 투자자를 '대량 사기'로 속인 혐의를 적용했다. 홈즈는 벌금 50만 달러를 내고 주식을 회사에 돌려주었으며, 테라노스 이사회 의결권을 포기하며, 10년 동안 상장 기업 임원이나 이사로 일하는 것이 금지되었다.

### 재판
2018년 6월, 검찰은 홈즈와 전직 테라노스 COO인 라메쉬 발와니를 소비자들에게 결과를 위조한 혈액 검사 배포한 혐의로 9건의 유선 사기 혐의와 2건의 유선 사기 공모 혐의로 기소하였다. 이후 테라노스의 기업가치는 ‘0′으로 추락했고 청산 절차를 밟게 됐다. 코로나 바이러스의 확산, 홈즈의 출산 등으로 미뤄져 2021년 9월에 되어서야 재판이 시작됐다.
2022년 1월 3일, 배심원단은 기소된 11건 중 4건을 유죄로 인정했으나 다른 4건에 대해선 무죄로 평결했고, 3건에 대해서는 결론을 내리지 못했다. 에드워드 다빌라 미국 지방법원은 2022년 10월에 나머지 혐의에 대한 유죄 여부와 형량을 선고할 예정이다.